# Tabanus palpalis
Tabanus palpalis är en tvåvingeart som beskrevs av Juan Brèthes 1910. Tabanus palpalis ingår i släktet Tabanus och familjen bromsar. Inga underarter finns listade i Catalogue of Life.